# Egberto I de Meissen
Egberto I (en alemán: Ekbert I. von Meißen; m. el 11 de enero del 1068) fue un margrave de Meissen desde 1067 hasta su temprana muerte al año siguiente. Egberto era el conde de Brunswick desde alrededor de 1038, cuando murió su padre, Ludolfo de Frisia. Su madre se llamaba Gertrudis y era hermana del papa León IX.
Egberto era miembro de los brunónidas, una influyente familia ostfaliana. Heredó las tierras familiares en Brunswick y desde alrededor de 1051 compartió la autoridad en la región con el obispo de Hildesheim. Egberto también extendió su autoridad y estados en Frisia bajo la soberanía del arzobispo de Hamburgo-Bremen.
Aunque estrechamente relacionado con la dinastía salia, Egberto participó en el golpe de Estado de Kaiserswerth en 1062, cuando un grupo de nobles a las órdenes de Anno II de Colonia, intentaron asumir la autoridad en el reino del rey Enrique IV y su madre regente, la emperatriz Inés.
En 1058, Egberto se casó con Immilla, la hija de Ulrico Manfredo II de Turín, y viuda de Otón de Schweinfurt. Egberto trató de repudiar a Immilla poco antes de su muerte en 1068. Su único hijo, Egberto II, le sucedió en Meissen. Su hija Gertrudis más tarde llevó Meissen a su esposo, Enrique de Eilenburg.